# Sherlac Point
Sherlac Point är en udde i Antarktis. Den ligger i Västantarktis. Argentina, Chile och Storbritannien gör anspråk på området.
Terrängen inåt land är kuperad åt sydväst, men åt nordost är den bergig. Havet är nära Sherlac Point söderut. Trakten är glest befolkad. Närmaste befolkade plats är Gonzalez Videla Station, 12,9 kilometer sydväst om Sherlac Point. 